# Lista siturilor arheologice din județul Brăila - Ș
Lista siturilor arheologice din județul Brăila - Ș conține toate siturile arheologice din județul Brăila înscrise în Repertoriul Arheologic Național (RAN) și aflate în localități al căror nume începe cu litera Ș. RAN este administrat de Ministerul Culturii și Patrimoniului Național și cuprinde date științifice, cartografice, topografice, imagini și planuri, precum și orice alte informații privitoare la zonele cu potențial arheologic, studiate sau nu, încă existente sau dispărute.
Puteți căuta un sit din localitățile care încep cu litera Ș folosind formularul de mai jos sau puteți naviga prin toate siturile din județ la Lista siturilor arheologice din județul Brăila.
| Cod RAN                               | Denumire | Localitate                  | Adresă           | Datare                             | Descoperit | Coordonate                                    | Imagine           | Erori            |
| ------------------------------------- | --- | --------------------------- | ---------------- | ---------------------------------- | ---------- | --------------------------------------------- | ----------------- | ---------------- |
| 44159.04.01                           | Tumulul de la Șuțești - "Movila Tudose" / ansamblu anonim (Categorie: descoperire funerară) (Tip: Tumul)                   | sat Șuțești, comuna Șuțești | Movila Tudose    |                                    |            |                                               | Încărcați imagine | Raportați eroare |
| 44159.02.01                           | Valul de pământ de la Șuțești- Valul lui Traian / ansamblu Valul lui Traian (Categorie: fortificație) (Tip: Val de pământ) | sat Șuțești, comuna Șuțești | Valul lui Traian |                                    |            | 45°13′32″N 27°25′14″E / 45.22556°N 27.42056°E | Încărcați imagine | Raportați eroare |
| 44159.03.03                           | Situl arheologic de la Șuțești-Terasă / ansamblu anonim (Categorie: locuire) (Tip: Așezare)                                | sat Șuțești, comuna Șuțești | Terasă           | sec. XVII-XVIII                    |            |                                               | Încărcați imagine | Raportați eroare |
| 44159.03.02                           | Situl arheologic de la Șuțești-Terasă / ansamblu anonim (Categorie: locuire) (Tip: Așezare)                                | sat Șuțești, comuna Șuțești | Terasă           | Dridu sec. X-XI                    |            |                                               | Încărcați imagine | Raportați eroare |
| 44159.03.01                           | Situl arheologic de la Șuțești-Terasă / ansamblu anonim (Categorie: locuire) (Tip: Așezare)                                | sat Șuțești, comuna Șuțești | Terasă           | Sântana de Mureș-Cerneahov sec. IV |            |                                               | Încărcați imagine | Raportați eroare |
| 44159.01.01 (Cod LMI: BR-I-s-B-02059) | Așezarea Basarabi de la Șuțești - "Popină" / ansamblu anonim (Categorie: locuire civilă) (Tip: Așezare)                    | sat Șuțești, comuna Șuțești | Popină           | Basarabi sec. VIII - VII a.Chr.    | 2006       | 45°14′23″N 27°24′25″E / 45.23972°N 27.40694°E | Încărcați imagine | Raportați eroare |